# Linda Barnes
Pour les articles homonymes, voir Barnes.
Linda Barnes, née Linda Joyce Appelblatt le 6 juin 1949 à Détroit au Michigan, est une auteure américaine de roman policier.

## Biographie
Elle passe son enfance dans sa ville natale de Détroit.  Inscrite au Boston University College of Fine Arts (en), elle obtient une licence d’art dramatique en 1971. L’année précédente, elle avait épousé Richard A. Barnes.
De 1971 à 1976, elle enseigne le théâtre dans un collège d’une petite ville du Massachusetts, compose deux pièces dramatiques, puis devient metteur en scène dans une école de Lexington.
Elle amorce une carrière littéraire avec la publication en 1981 d’un premier roman policier, Blood Will Have Blood, où apparaît l’acteur Michael Spraggue, héros d’une série de quatre titres.  
C’est avec son héroïne de Carlotta Carlyle que Linda Barnes accède à la célébrité. Après avoir démissionné de la police de Boston, Carlotta s’est muée en détective privée, mais devant la rareté des affaires qui lui sont confiées, elle doit être chauffeur de taxi à mi-temps.  Rousse, d’origine juive et de très grande taille, ce qui lui permet de s’adonner au volley-ball, son sport favori, Carlotta a une vision sociale de gauche, mais tout en demeurant consciente du machisme triomphant et de l’abus de pouvoir des nantis dans la société américaine contemporaine, elle évite les discours féministes ou anticapitalistes enflammés.  Cette qualité d’observatrice désabusée la rapproche du regard lucide de Philip Marlowe, le héros de Raymond Chandler, le cynisme en moins.  L’héroïne apparaît d’abord dans la nouvelle Lucky Penny (1986), puis dans une série de douze romans.

## Œuvre

### Romans

#### SérieCarlotta Carlyle
- A Trouble of Fools (1987) Publié en français sous le titre La Chasse au bahut, Paris, Gallimard, Série noire no 2183, 1989
- The Snake Tattoo (1989)
- Coyote (1990) Publié en français sous le titre Coyote, Paris, Librairie des Champs-Élysées, Le Masque no 2097, 1992
- Steel Guitar (1991) Publié en français sous le titre Le Blues de Miss Gibson, Paris, Librairie des Champs-Élysées, Le Masque no 2126, 1993
- Snapshot (1993) Publié en français sous le titre Loin des yeux..., Paris, Librairie des Champs-Élysées, Le Masque no 2193, 1994
- Hardware (1995) Publié en français sous le titre Un disque très dur, Paris, Librairie des Champs-Élysées, Le Masque no 2232, 1995
- Cold Case (1997) Publié en français sous le titre L’Aube du cauchemar, Paris, Librairie des Champs-Élysées, Le Masque no 2392, 1998
- Flashpoint (1999) Publié en français sous le titre Le Feu aux poudres, Paris, Librairie des Champs-Élysées, Grands Formats, 2001
- The Big Dig (2002)
- Deep Pockets (2004)
- Heart of the World (2006)
- Lie Down with the Devil (2008)

#### SérieMichael Spraggue
- Blood Will Have Blood (1981)
- Bitter Finish (1982)
- Dead Heat (1984)
- Cities of the Dead (1985)

#### Autre roman
- The Perfect Ghost (2013)

### Nouvelles
- Lucky Penny (1986)

### Théâtre
- Wings (1973)
- Prometheus (1974)

## Référence
- Claude Mesplède (dir.), Dictionnaire des littératures policières, vol. 1 : A - I, Nantes, Joseph K, coll. « Temps noir », 2007, 1054 p. (ISBN 978-2-910-68644-4, OCLC 315873251), p. 161-162 et 362-363 (Carlotta Carlyle).